# Vitalis Altthaler
Vitalis Altthaler (* 3. September 1932 in Irpisdorf als Erwin Altthaler; † 19. Januar 2022 in Ottobeuren) war ein deutscher Benediktiner und 64. Abt des Klosters Ottobeuren.

## Leben
Erwin Altthaler war ein Sohn des Bauern Ludwig Altthaler und seiner Ehefrau Maria. Er besuchte das Collegium Rupertinum in Ottobeuren und das Gymnasium bei St. Stephan in Augsburg. Ab 1953 studierte er Philosophie und Theologie an der Universität München. 1958 trat er in das Benediktinerkloster Ottobeuren ein und erhielt den Ordensnamen Vitalis. 1959 legte er seine Profess ab und empfing am 17. Juli 1960 die Priesterweihe.
Nach dem Lehramtsstudium der Chemie, Biologie und Geographie und dem Referendariat unterrichtete er an der Rupert-Neß-Realschule und am Rupert-Neß-Gymnasium in Ottobeuren, die er von 1979 bis 1986 als Direktor leitete. Seit 1969 war er Prior im Kloster und wurde am 21. Mai 1986 als Nachfolger von Vitalis Maier zum Abt gewählt sowie am 3. August 1986 durch Bischof Josef Stimpfle von Augsburg benediziert. 
Abt Altthaler stand der Abtei 16 Jahre vor und ließ er umfangreiche Umbau- und Renovierungsarbeiten am Klosterkomplex vornehmen. Das Bildungshaus wurde erweitert, der Museumsbetrieb erlebte einen großen Aufschwung, unter anderem durch den Erwerb zahlreicher Kunstschätze. Einen großen Aufschwung erlebten die Ottobeurer Konzerte durch die Auftritte bedeutender Dirigenten (Bernstein, Davis, Sawallisch, Rostropowitsch, Muti) in der Abteikirche. 1995 fanden im Kloster die Internationalen Brucknertage statt, 2000 gastierte das Chinesische Nationalorchester. Altthaler führte auch die 1953 begründeten Begegnungstage im Kloster weiter. Bereits 1961 war er zusammen mit Georg von Waldburg zu Zeil und Trauchburg, Michael Fellner, Franz Josef Dazert, Adolf Pirrung und weiteren Gründungsvorstand der Vereinigung der Freunde der Benediktinerabtei Ottobeuren e.V. 2002 legte er aus Altersgründen sein Amt nieder. 2020 konnte sein Diamantenes Priesterjubiläum begehen.
Vitalis Altthaler war seit 1956 Mitglied der KDStV Vindelicia München, einer katholischen Studentenverbindung im CV. Er war Ehrenmitglied des Lions-Club Memmingen. 
Altabt Altthaler starb am 19. Januar 2022 im Alter von 89 Jahren in Ottobeuren; er wurde in der Gruft der Basilika St. Alexander und Theodor bestattet.

## Schriften
- Die Entwicklung von Ottobeuren seit 1800, München 1965.